# Celia Maestre
Celia Maestre Martín (Valencia, 26 de marzo de 1981) es una guía visual de atletas y trabajadora social que representó a España en los Juegos Paralímpicos de Atenas 2004, Pekín 2008 y Londres 2012 como guía.

## Vida personal
Celia Maestre nació en 1981 en Valencia. En 2004 empezó a estudiar sociología. En 2008 se casó con el atleta paralímpico David Casinos, su compañero desde 2004. Desde 2012 vive en Moncada, Valencia.

## Atletismo
Guía de David Casinos desde 2002, participó con él en los Juegos Paralímpicos de Atenas 2004, y –rompiendo los tabús paralímpicos–, ambos compartieron una habitación en la villa olímpica en calidad de pareja de hecho. También fue guía de Casinos en los Juegos Paralímpicos de Pekín 2008, donde ganaron una medalla de oro. En 2012 participó como guía en los Juegos Paralímpicos de Londres. Asistió a la delegación española de 14 atletas visualmente impedidos de los Juegos de Londres que participaron en un campo de entrenamiento en el Centro de Tecnificación Deportiva en La Rioja.